# Australian Professional Championship 1987
Die Australian Professional Championship 1987 war ein professionelles Snookerturnier ohne Einfluss auf die Weltrangliste, welches als nationale Profimeisterschaft von Australien fungierte. Das Turnier wurde im August 1987 im Lakemba Services Memorial Club in der australischen Stadt Sydney ausgetragen. Sieger wurde der Titelverteidiger Warren King mit einem 10:7-Finalsieg über Lokalmatador und Rekordsieger Eddie Charlton, bei dem King mit einem 120er-Break das einzige Century Break und somit das höchste Break des Turnieres spielte.

## Preisgeld
Während das Turnier erneut ohne Sponsor auskam, reduzierte sich im Vergleich zum Vorjahr das Preisgeld um etwa ein Viertel auf 9.107 Pfund Sterling, von denen etwas weniger als ein Viertel auf den Sieger entfielen.
|                 | Preisgeld |
| --------------- | --------- |
| Sieger          | 2.222 £   |
| Finalist        | 1.333 £   |
| Halbfinalist    | 889 £     |
| Viertelfinalist | 555 £     |
| Zweite Runde    | 333 £     |
| Erste Runde     | –         |
| Höchstes Break  | 222 £     |
| Insgesamt       | 9.107 £   |

## Turnierverlauf
Die Teilnehmerzahl des Turnieres sank mit dieser Ausgabe um zwei Spieler auf dreizehn Teilnehmer, von denen zehn Profi- und die übrigen drei Amateurspieler waren. Zwei der Amateurspieler traten in einer ersten Runde gegeneinander an, sodass der Sieger in die zweite Runde vorrückte, in der zudem sieben weitere Spieler ins Turnier starteten. Die vier Sieger der Zweitrundenpartien trafen im Viertelfinale jeweils auf einen der letzten vier Spieler, sodass im K.-o.-System schließlich der Sieger ausgespielt wurde. Bis einschließlich zum Viertelfinale wurde dabei im Modus Best of 11 Frames gespielt, woran sich im Halbfinale ein Best of 15 Frames und im Endspiel ein Best of 19 Frames anschlossen.
|  | Erste Runde Best of 11 Frames | Erste Runde Best of 11 Frames |             |    | Zweite Runde Best of 11 Frames | Zweite Runde Best of 11 Frames |                |   | Viertelfinale Best of 11 Frames | Viertelfinale Best of 11 Frames |                |   | Halbfinale Best of 15 Frames | Halbfinale Best of 15 Frames |  |  | Finale Best of 19 Frames | Finale Best of 19 Frames |
|  |                               |                               |             |    |                                |                                |                |   |                                 |                                 |                |   |                              |                              |  |  |                          |                          |
|  |                               |                               |             |    | Greg Jenkins                   | 6                              |                |   | Warren King                     | 6                               |                |   |                              |                              |  |  |                          |                          |
|  |                               |                               |             |    | Lou Condo                      | 1                              |                |   | Greg Jenkins                    | 4                               |                |   |                              |                              |  |  |                          |                          |
|  | Warren King                   | 8                             |             |    |                                |                                |                |   | Greg Jenkins                    | 4                               |                |   |                              |                              |  |  |                          |                          |
|  |                               |                               |             |    |                                |                                |                |   |                                 |                                 |                |   |                              |                              |  |  |                          |                          |
|  | Robby Foldvari                | 1                             |             |    |                                |                                |                |   |                                 |                                 |                |   |                              |                              |  |  |                          |                          |
|  | Robby Foldvari                | 1                             | Sam Frangie | 6  |                                |                                | Paddy Morgan   | 5 |                                 |                                 | Robby Foldvari | 6 |                              |                              |  |  |                          |                          |
|  |                               |                               | Sam Frangie | 6  |                                |                                | Paddy Morgan   | 5 |                                 |                                 | Robby Foldvari | 6 |                              |                              |  |  |                          |                          |
|  | Vladimir Potazsnyk            | 4                             |             |    | Sam Frangie                    | 6                              |                |   | Sam Frangie                     | 2                               |                |   |                              |                              |  |  |                          |                          |
|  | Vladimir Potazsnyk            | 4                             | Warren King | 10 | Sam Frangie                    | 6                              |                |   | Sam Frangie                     | 2                               |                |   |                              |                              |  |  |                          |                          |
|  |                               |                               |             |    |                                |                                |                |   |                                 |                                 |                |   |                              |                              |  |  |                          |                          |
|  | Eddie Charlton                | 7                             |             |    |                                |                                |                |   |                                 |                                 |                |   |                              |                              |  |  |                          |                          |
|  | Eddie Charlton                | 7                             |             |    |                                |                                | Ian Anderson   | 6 |                                 |                                 | Eddie Charlton | 6 |                              |                              |  |  |                          |                          |
|  |                               |                               |             |    |                                |                                | Ian Anderson   | 6 |                                 |                                 | Eddie Charlton | 6 |                              |                              |  |  |                          |                          |
|  |                               |                               |             |    | Leon Heywood                   | 4                              |                |   | Ian Anderson                    | 2                               |                |   |                              |                              |  |  |                          |                          |
|  | Eddie Charlton                | 8                             |             |    | Leon Heywood                   | 4                              |                |   | Ian Anderson                    | 2                               |                |   |                              |                              |  |  |                          |                          |
|  |                               |                               |             |    |                                |                                |                |   |                                 |                                 |                |   |                              |                              |  |  |                          |                          |
|  | John Campbell                 | 6                             |             |    |                                |                                |                |   |                                 |                                 |                |   |                              |                              |  |  |                          |                          |
|  | John Campbell                 | 6                             |             |    |                                |                                | Glen Wilkinson | 6 |                                 |                                 | John Campbell  | 6 |                              |                              |  |  |                          |                          |
|  |                               |                               |             |    |                                |                                | Glen Wilkinson | 6 |                                 |                                 | John Campbell  | 6 |                              |                              |  |  |                          |                          |
|  |                               |                               |             |    | Jim Charlton                   | 0                              |                |   | Glen Wilkinson                  | 4                               |                |   |                              |                              |  |  |                          |                          |

### Finale
Zum zweiten Mal in Folge hatte Warren King bei diesem Turnier das Finale erreicht, nachdem er bereits ein Jahr zuvor John Campbell im Endspiel mit 10:3 besiegt hatte. In diesem Jahr war er mit einem relativ knappen 6:4-Viertelfinalsieg über Greg Jenkins ins Turnier gestartet, bevor er mit einem deutlichen 8:1-Sieg über Robby Foldvari das Finale erreicht hatte. Im Endspiel traf er auf Lokalmatador Eddie Charlton – der das Turnier zuvor vierzehn Mal gewonnen hatte –, wodurch das Finale eine Neuauflage des Endspiels von 1984 wurde, als Charlton King mit 10:3 besiegt hatte. Charlton selbst war diesmal mit einem 6:2-Sieg über Ian Anderson ins Turnier gestartet, ehe er mit einem 8:6-Sieg über John Campbell ins Endspiel einzog.
Nach einem umkämpften Start ins Spiel – bis hin zum 3:3 schaffte kein Spieler eine Führung von mehr als einem Frame – löste sich King ab und ging auch mithilfe des bereits erwähnten 120er-Breaks mit 6:3 und später mit 8:4 in Führung. Charlton konnte nur noch auf 8:6 und kurz darauf auf 9:7 verkürzen, bevor King mit einem 64:25-Sieg im 17. Frame das Spiel mit 10:7 und damit auch das Turnier gewann.
| Finale: Best of 19 Frames Lakemba Services Memorial Club, Sydney, Australien, August 1987                                                     |                |                |
| Warren King | 10:7           | Eddie Charlton |
| 70:62, 12:63, 36:75, 79:0, 58:69, 84:19 (54), 55:45, 129:0 (120), 81:35 (60), 42:66, 62:51, 72:10, 33:48, 6:85 (66), 72:43, 1:121 (97), 64:25 |                |                |
| 120 | Höchstes Break | 97             |
| 1 | Century-Breaks | –              |
| 3 | 50+-Breaks     | 2              |